# Календар (архів)
Календар (іноді історично написаний календар) — в контексті архівознавства, текстологічної науки та архівної публікації описовий перелік документів. Дієслово to calendar означає складати або редагувати такий список. У Британії та Північній Америці це слово вживається по-різному щодо очікуваної кількості деталей: у Британії воно означає детальне резюме, яке може використовуватися як заміна повного тексту; тоді як у Північній Америці це передбачає більш базовий інвентар.

## Етимологія
Термін «календар» походить від (тепер дещо архаїчного) слова, що означає список або реєстр будь-якого роду. Хоча документи в календарі зазвичай розташовані в хронологічному порядку, термін не має прямого відношення до таблиці дат.

## Британська традиція
У британській традиції це слово зазвичай означає повне описове резюме (часто публікується), у якому кожен документ є предметом «ретельно контрольованої, суворо послідовної точності». Усі важливі елементи в тексті записуються, тому переважна більшість дослідників позбавляється необхідності звертатися до оригіналів: заповнений календар фактично стає заміною архівних документів і часто розглядається як самостійне першоджерело. Тривіальні чи випадкові елементи («загальна форма та непотрібне багатослів'я») опускаються; але всі імена, дати та важливі твердження зазначаються, а уривки, які, на думку редактора, представляють особливий інтерес або важливі, можуть цитуватися повністю. Документи на архаїчних або іноземних мовах (зокрема, латинській) зазвичай упорядковуються сучасною народною мовою, але значні або неоднозначні терміни чи уривки можуть бути подані мовою оригіналу. Тому календар є менш детальним або вичерпним, ніж серія повних стенограм або перекладів; але значно детальніший, ніж архівний список чи інша допомога в пошуку.
Календарі є найбільш корисними, коли вони опубліковані, надаючи віддаленим користувачам доступ до вмісту архівних записів. Добре відомі серії опублікованих календарів британських середньовічних і ранніх сучасних джерел включають Календар чартерних рейсів (1903—1927); Календар закритих рулонів (1900—1963); Календар патентних журналів (1891–); Календарі державних паперів (вітчизняних і іноземних) (1856–); Календарі казначейських книг і документів (1868—1962) (усі з матеріалів, які зараз знаходяться в Національному архіві Великої Британії); Календарі записів у папських реєстрах, що стосуються Великої Британії та Ірландії (опубліковано Управлінням державних архівів 1896—1960 рр. та Комісією з рукописів Ірландії 1978—1978 рр.); Листи та документи правління Генріха VIII (1864—1932); і серія «Звіти та календарі» про приватні архіви, опубліковані між 1869 і 2004 роками Королівською комісією з історичних рукописів.
Одна з переваг календарів в епоху друкованих видань полягала в тому, що коротка інформація про текст займала менше місця, ніж повна стенограма або факсиміле. Це міркування має меншу вагу в епоху електронного видання; але календарі все ще відіграють роль у забезпеченні читачів точним, вичерпним і доступним коротким викладом документа, який може бути більш зрозумілим, ніж більш достовірна та повна версія оригіналу. В ірландській історіографії знищення Державного архіву Ірландії під час громадянської війни в Ірландії означає, що календарі, виготовлені до 1922 року, часто є найповнішими записами, що збереглися.
Рой Ганнісетт пише:
На перший погляд може здатися, що створити календар легше, ніж повністю відредагований стенограму, але це не так. Насправді, адекватний календар являє собою етап редагування, який виходить за рамки стенограми.
Подібним чином Пол Гарві підкреслює, що редакційне завдання календаря «не є м'яким варіантом, як іноді вважають редактори»; і що процес точного узагальнення без помилок чи спотворень може бути «значно важчим, ніж просте редагування».

## Північноамериканська традиція
У північноамериканській традиції «календар» загалом передбачає більш короткий і більш зведений список або інвентар, ніж у Британії, упорядкований у хронологічному порядку. Його мета полягає в тому, щоб надати коротку вказівку на дату документів, походження та предмет, але трохи більше ніж просто опис; і він розроблений як допомога в пошуку оригіналів, а не як їхня заміна.

## Примітка
1. ↑  calendar, Оксфордський словник англійської мови (вид. 3-тє), Oxford University Press, Вересень 2005 (Необхідна підписка або членство в публічній бібліотеці Сполученого Королівства .)
2. 1 2 3  Harvey 2001, pp. 56–59.
3. ↑  Hunnisett 1977, pp. 52–66.
4. ↑  Hunnisett 1977, pp. 14–16.
5. ↑  Hunnisett 1977, p. 52.
6. ↑  A Glossary of Archival and Records Terminology. Society of American Archivists. Процитовано 2 лютого 2013.
7. ↑  Stevens and Burg 1997, pp. 67–69.